# Ela Aydin
Ela Aydin (12 de enero de 1999) es una deportista alemana de origen turco que compite en taekwondo. Ganó dos medallas de bronce en el Campeonato Europeo de Taekwondo, en los años 2021 y 2022.

## Palmarés internacional
| Campeonato Europeo | Campeonato Europeo       | Campeonato Europeo | Campeonato Europeo |
| Año                | Lugar                    | Medalla            | Categoría          |
| ------------------ | ------------------------ | ------------------ | ------------------ |
| 2021               | Sofía (Bulgaria)         | Medalla de bronce  | –49 kg             |
| 2022               | Mánchester (Reino Unido) | Medalla de bronce  | –53 kg             |